# Fehmarnsund

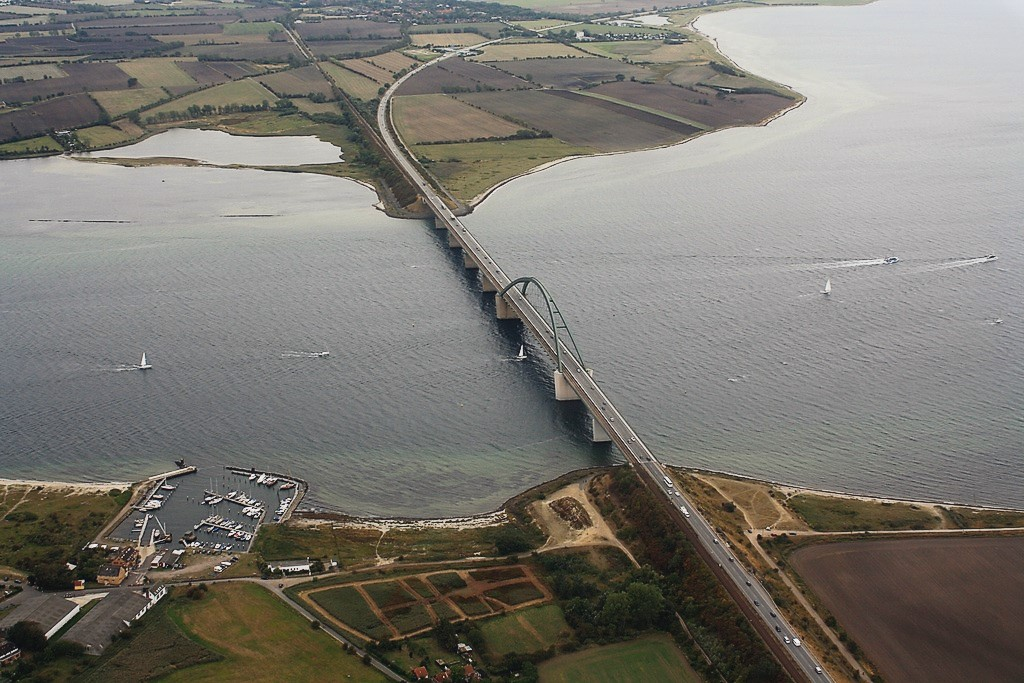
Fehmarnsundsbron över Fehmarnsund.

Fehmarnsund är ett sund i Östersjön mellan ön Fehmarn och Tysklands fastland. Det korsas av Fehmarnsundsbron.
Huvudorten heter Burg och ligger mitt på ön, men färjeläget Puttgarden på nordsidan är desto mer känt. 
Fehmarnsund skall inte förväxlas med Fehmarn Bält, sundet mellan Femarn och danska Lolland, vilket är ett avsevärt bredare sund.